# Бабушкин сад
«Бабушкин сад» — картина русского художника-передвижника Василия Поленова относится к известным произведениям автора. Созданная в 1878 году она экспонировалась на VII Передвижной выставке (1879), а в 1892 году была передана Государственной Третьяковской галерее в дар от одного из её основателей Сергея Михайловича Третьякова.

## Жизненный контекст
После переезда в июне 1877 года из Санкт-Петербурга в Москву молодой художник Василий Поленов снимал квартиру в центре первопрестольной столицы, недалеко от старого Арбата, близ Храма Спаса Преображения, на углу Трубниковского и Дурновского переулков.
В картине «Бабушкин сад» изображен тот же усадебный дом, окружённый садом, что и в «Московском дворике». Обе эти работы были написаны Поленовым в 1878 году.
Московский особняк и сад вокруг него играют в картине важную роль, давая зрителю наглядное представление о центре города того времени. После опустошительного пожара 1812 года Москва застраивалась дворянскими особняками в стиле классицизма. Представительность деревянным строениям придавали лепные украшения, штукатурка под каменную кладку, портик с колоннами и фронтоном. На картине, правда, усадебный дом выглядит уже несколько обветшалым. Мы видим облупившуюся штукатурку, ржавеющий карниз, отвалившуюся местами лепнину, выщербленные ступени лестницы.
Специалисты Государственной Третьяковской галереи вслед за А. К Саврасовым называют Василия Поленова одним из зачинателей «пейзажа настроения» — направления, которое развивали также его ученики И. И. Левитан и К. А. Коровин.
Если в «Московском дворике» открытое пространство, залитое солнечным светом, создаёт радостное настроение, то в «Бабушкином саду» замкнутость внутри затенённого сада вызывает у зрителя иные ассоциации. В сюжет своих картин В. Поленов вводит не только природные и архитектурные мотивы, но и сценки повседневной жизни, что относит их к «пейзажному бытовому жанру». Будучи потомком дворянского рода, художник создает убедительные образы обитательниц «дворянского гнезда», что придает настроению картины ностальгический характер и вносит оттенок литературности. Композиционное решение перекликается с театральными постановками, посвящёнными уходящему миру российского дворянства, по произведениям русских классиков от И. С. Тургенева до А. П. Чехова. Тургенев располагал собранием произведений «барбизонской группы», друживший с ним Поленов воспринял принципы работы этой группы с цветом. Его живописная виртуозность сочетается с романтической настроенностью сюжета и так называемыми «тургеневскими мотивами».
|                   |              |
| Московский дворик | Бабушкин сад |

Внимание и любовь к природе художник проявлял с раннего детства. Принципы пленэрной живописи Василий Поленов во многом воспринял от импрессионистов, с картинами которых знакомился во время зарубежной стажировки в качестве пенсионера Академии художеств.
Своё отношение к творчеству художник выразил кратко:
Мне кажется, что искусство должно давать счастье и радость, иначе оно ничего не стоит.

## Отклики и комментарии
Полотна, созданные Василием Поленовым в конце 1870-х годов и показанные на передвижных художественных выставках 1878—1879 годов, обращали на себя внимание специалистов.
Новаторские особенности живописи Василия Поленова были отмечены в Московских ведомостях: 

 Такие картины рассчитаны на то, чтобы дать вам прежде всего «настроение», и составляют в живописи приблизительно то же самое, что в поэзии составляет элегия.

Илья Остроухов, тогда ещё только мечтавший о карьере художника, оставил свои впечатления от посещения Передвижных выставок 1878—1879 годов: 

 Одним из неожиданно больших праздников было появление на них первых интимных пейзажей Поленова в самом конце семидесятых годов. Меня поразило исключительно: Московский дворик, Бабушкин сад, Заросший пруд, У мельницы, Серый день, и ряд других «тургеневских» интимных мотивов явились мне неожиданно, ново, свежо, проникнуто правдой, тонким музыкальным лиризмом и изящной техникой.
Элегичность картины «Бабушкин сад» вызывала ассоциации с лирикой А. А. Фета.